# ストラトニケ
ストラトニケ（Στρατoνίκη της Συρίας; ラテン文字:Stratonice, Stratonike）は、マケドニア王デメトリオス1世とアンティパトロス1世の娘フィラの娘である。

## 生涯
紀元前300年、彼女がまだ17歳に満たなかった頃、彼女は妻アパメーを亡くしたシリアの王セレウコス1世から求婚され、マケドニアで盛大に結婚式が行われた。当時、ディアドコイ戦争を戦っていたデメトリオス1世とセレウコス1世は同盟を結んだばかりであり、この結婚は両者の関係を強固にする目的があった。2人の年齢差は大きかったが、彼女は数年間、老齢の王と平和に暮らし、娘フィラ（マケドニア王アンティゴノス2世と結婚）をもうけた。しかし、セレウコス1世は息子のアンティオコス1世が義母である彼女を深く愛し、そのために心を病み床に伏していることを知ると、息子の命を救うために紀元前294年、この2人を結婚させることとし、同時に息子を東方の王に封じた。
ストラトニケは、新たに夫となったアンティオコス1世との間に、以下の5人の子供をもうけた。
- セレウコス
- ラオディケ
- アパメー2世（英語版） - キュレネ王メガスと結婚、エジプトのプトレマイオス3世の王妃ベレニケ2世の母。
- ストラトニケ - マケドニア王デメトリオス2世と結婚
- アンティオコス2世 - シリア王

カリアの町ストラトニケイアは、彼女の名前にちなんでアンティオコス1世によって名づけられた。